# Pius VI
Pius VI (en llatí: Pius VI, en francès: Pie VI, en italià: Pio VI) és el nom que va adoptar el cardenal Giovanni Angelo Braschi en ser escollit Papa.
Havia nascut en una família noble però empobrida i es va educar a escola de jesuïtes de Cesena i es va diplomar en dret a la Universitat de Ferrara.
El 1755 va ser ordenat sacerdot i gràcies a la influència d'alguns dels seus oncles, que eren cardenals, va ocupar diversos càrrecs en la Curia Vaticana, entre els quals destaca el de Tresorer (1766).
El 1773 va ser nomenat cardenal i abat del monestir camaldulenc de San Gregorio al Celio i del benedictí de Subiaco.
En el conclave del 1775 surt escollit sense ser bisbe, de manera que el cardenal Gianfrancesco Albani el va haver d'ordenar in situ.
A Pius VI li va tocar veure la Revolució Francesa on va denunciar i condemnar l'onada d'anticlericalisme que es va propagar per França i que li va costar la pèrdua definitiva dels territoris papals francesos d'Avinyó, Benevent i Venassino, que Lluís XV havia tornat a Climent XIV.
Per combatre la Revolució, Pius VI es va sumar a l'aliança d'estats que van atacar França, però la desfeta d'aquests va convertir els Estats Pontificis en un objectiu i el 1797 un exèrcit francès, dirigit per Napoleó, va baixar a Itàlia, va entrar a Roma, va declarar acabat el poder temporal dels papes i va endur-se al Papa presoner, primer a Siena, després a Florència i finalment cap a Valença.
Als seus cansats 82 anys i greument malalt Pius VI no va sobreviure al viatge i va morir al cap de pocs dies.
El seu cos, per voluntat de Napoleó, va ser traslladat a les grutes vaticanes, a la Basílica de Sant Pere el 1802.
Pius VI no va ser un bon papa. Va ser feble, vanitós i mundà. Mentre que es dedicava a construir museus d'escultures i a erigir obeliscs i fonts, les monarquies europees havien segrestat l'Església i la van posar al servei de l'estat absolutista. Durant la crisi de la religió a França, Pius vacil·là quan calia una acció decidida. Convençut del seu propi lideratge de l'Església per mandat diví, no va saber estar a l'altura d'aquest lideratge i permeté que la situació es tornés ingovernable. Malgrat tot, al final va saber resistir, i les ignomínies i ultratges dels seus darrers mesos de vida van fer més en favor del papat que no pas els 24 anys anteriors del seu pontificat, el més llarg i un dels més catastròfics des del naixement de la institució papal. El martiri, però ho purifica tot; i a ulls del món, Pius VI havia mort com un màrtir.

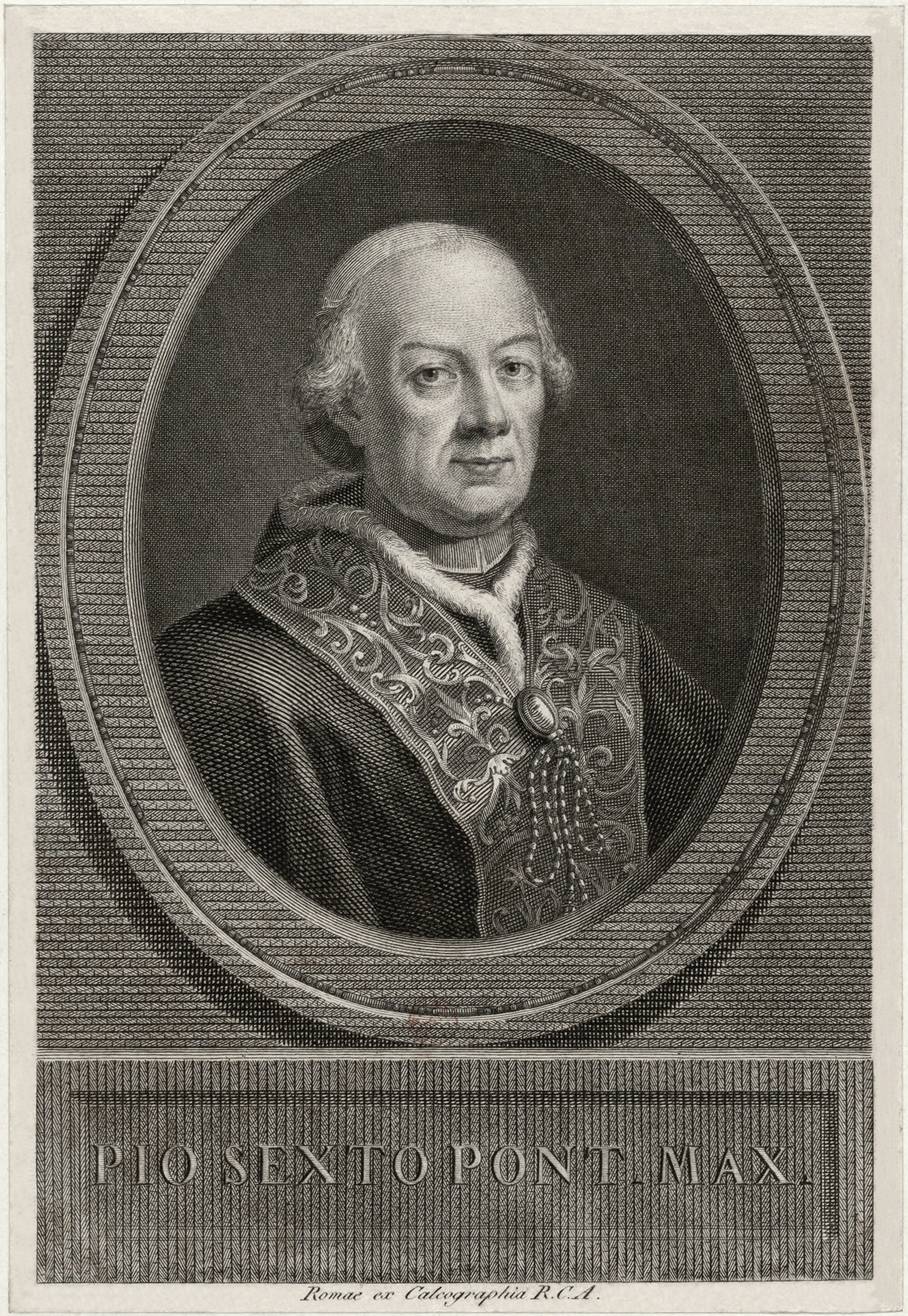
Pius VI